# Літеродрукувальний телеграф

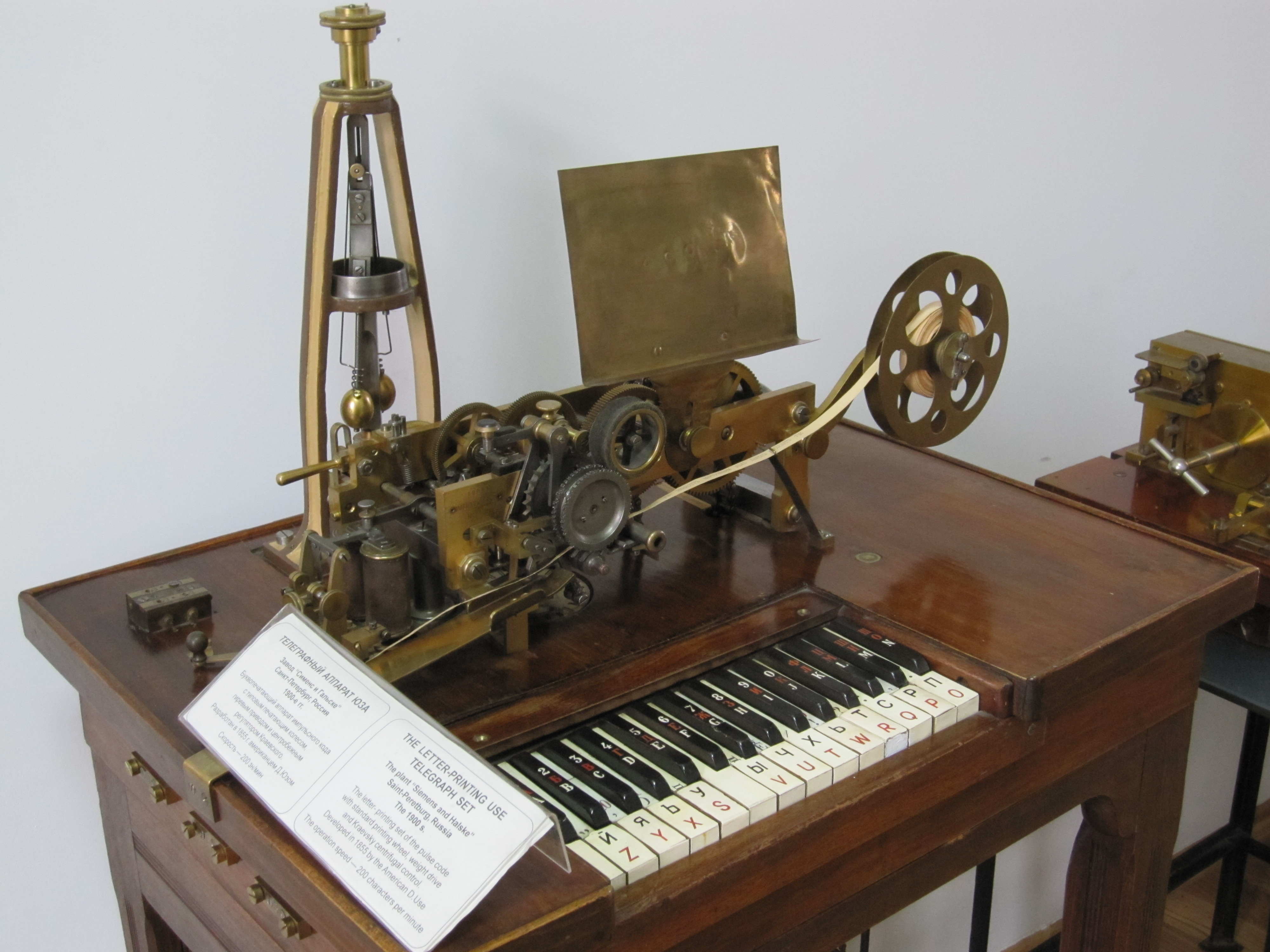
Літеродрукувальний телеграфний апарат

Літеродрукува́льний телегра́ф або букводрукуючий телеграф — різновид електричного телеграфу, який автоматично друкує повідомлення використовуючи літери, а не знаки. Перший такий апарат був винайдений в 1846 році Роял Ерл Гаусом. Його обладнання могло передавати близько 40 слів за хвилину, але було незручно виробляти масово. Принтер міг друкувати до 2000 слів на годину. Цей винахід був вперше продемонстрований у інституті механіки в Нью-Йорку в 1844 році.
Друга версія друківного телеграфу Хауса 1849 року була набагато покращена і широко використовувалась на східному березі Америки з 1850 року. Телеграф Г'юза, який мав фортепіанні клавіші, був дуже популярним у Франції, де було більше гравців фортепіано і клавесина, аніж телеграфістів.
Прикладами друкуючих телеграфів є також ранні тикерні апарати.

## Принцип роботи
Пристрій представляє з себе дві 28-клавішні клавіатури з'єднані дротом. Кожна клавіша представляє букву абетки і при натиску друкувала відповідну літеру на приймальному пристрої. Натиснення додатково шифту давало інше значення кожній клавіші. 56-знакове колесо на відсильному апараті синхронізоване з таким ж колесом на приймальному кінці. При натиску клавіші на одному пристрої, колесо активувалось на іншому саме коли відповідний символ пересувався в позицію для друку, схоже на роботу стокроткового колеса. Прилад був прикладом синхронного передавання даних.

## Переваги
Переваги друкувального телеграфу в тому що він дозволяє оператору використовувати клавіатуру для прямого вводу тексту. Приймач відразу отримує текстове повідомлення на смужці паперу. На відміну від телеграфів які використовують код Морзе, де для вводу одного символу потрібно ввести послідовний код, в друківних телеграфах один символ вводиться миттєво.

## Недоліки
Друкувальні телеграфи часто ламались. Швидкість передачі сигналу телеграфа Хауса була повільніша за код Морзе. Складність виготовлення не дозволяла вивести виготовлення на промислові масштаби.
Покращена версія телеграфу була зроблена Джорджем Фелпсом. «Globotype» був придуманий винахідником Девідом Маккалумом як відповідь до проблем з друківним телеграфом.

## Розкладки

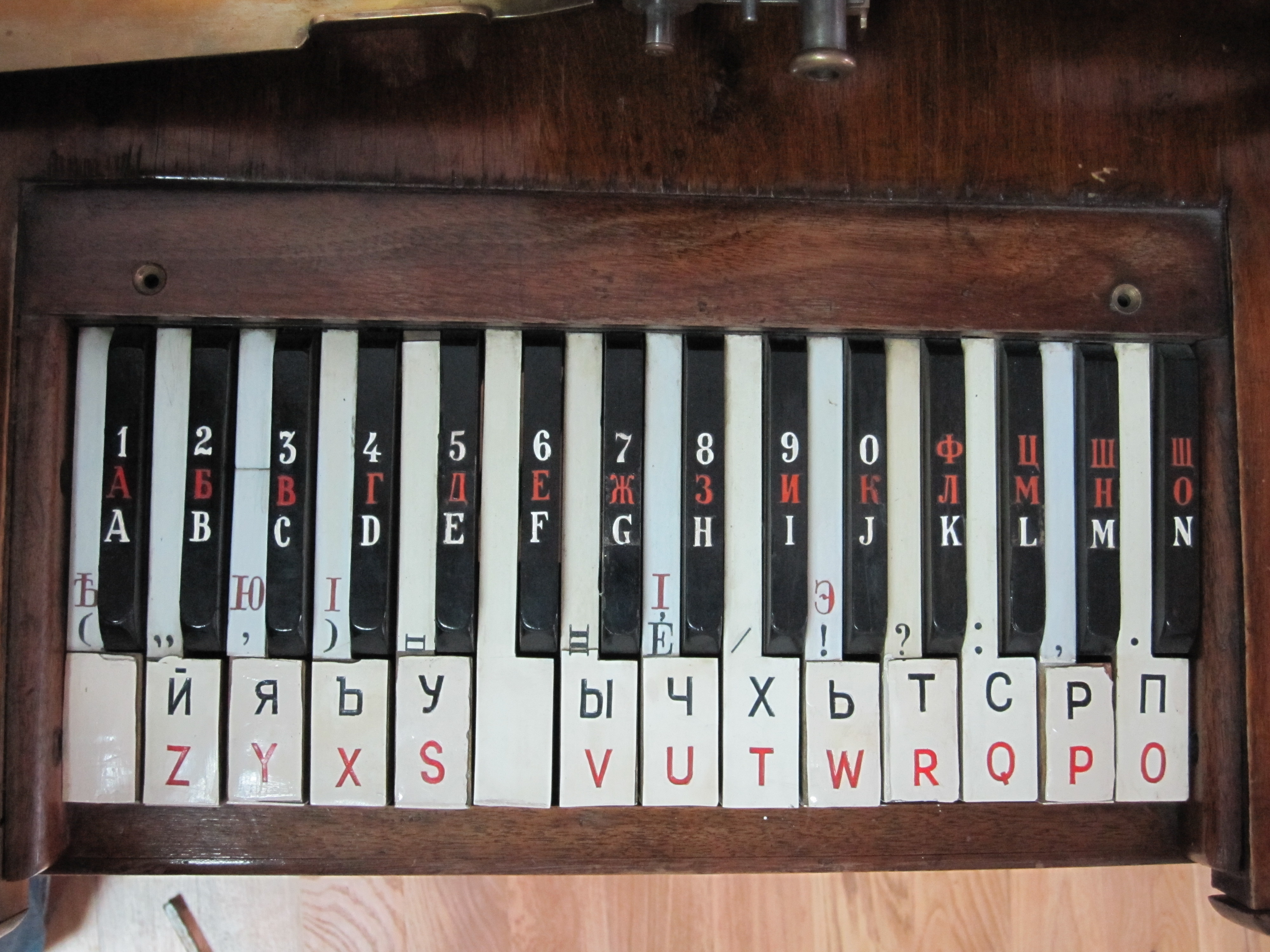
Кирилична розкладка для друківного телеграфу.

Було запатентовано декілька різних розкладок для телеграфу щоб покращити ефективність системи і дозволити ввід інших абеток.

## Апарат Бодо
У 1872 році французький винахідник Еміль Жан Бодо сконструював телеграфний апарат багаторазової дії, названий його іменем, який мав можливість передавати по одному каналу два і більше повідомлення в один рядок.
Апарат Бодо і створені за його принципом отримали назву старт-стопних.
Крім того, Бодо створив вельми вдалий телеграфний код (Код Бодо), який згодом був сприйнятий повсюдно і отримав найменування Міжнародний телеграфний код № 1 (ITA1).
Модифікована версія МТК № 1 отримала назву МТК № 2 (ITA2). В СРСР на основі ITA2 був розроблений телеграфний код МТК-2. Подальші модифікації конструкції стартстопного телеграфного апарату, запропонованого Бодо, привели до створення телепринтерів (телетайпів).
В честь Бодо була названа одиниця швидкості передачі інформації — бод.

### Переваги апарата Бодо
Окрім визначеної вище нової можливості в передачі одним каналом кількох сигналів одночасно (т. зв. часове ущільнення, на відміну від частотного та інших способів ущільнення), апарат Бодо дозволяв приймати сигнали на приймальній стороні не у вигляді точок / тире, а у вигляді літер і цифр. Працювали на апараті Бодо п'ятьма пальцями: двома лівої і трьома правої руки, формуючи на п'яти кнопках комбінації сигналу згідно із телеграфним кодом.

### Застосування апарата
Оскільки фізичні розміри апарата Бодо менші, аніж у традиційного старт-стопного телеграфного апарата, скажімо, СТ-2 чи СТ-2М, його широко застосовували у всякого роду спецзагонах, де маса і розміри засобів зв'язку мали надкритичне значення. Наприклад, поряд із роботою на телеграфному ключі KY-1, на апараті Бодо працювали фахівці ГРУ, партизанські зв'язківці за часів Другої світової війни. Поширений у військах зв'язку апарат Бодо був впритул до другої половини 1970-х років.

## Традиційний літеродрукувальний старт-стопний телеграфний апарат
Першість на території СРСР у винаході літеродрукуючого ТГА належить винахіднику Трусевичу, який побудував свій пристрій у 1921 році.
Ще в першій половині 1930-х років був побудований перший телетайп: пристрій, що містить літеро-друкуючий ТГА на телефонний номеронабирач для з'єднання абонентів у мережу. Проте, широкого використання телетайпні мережі набули в 1950-х роках.